# Hans Harders

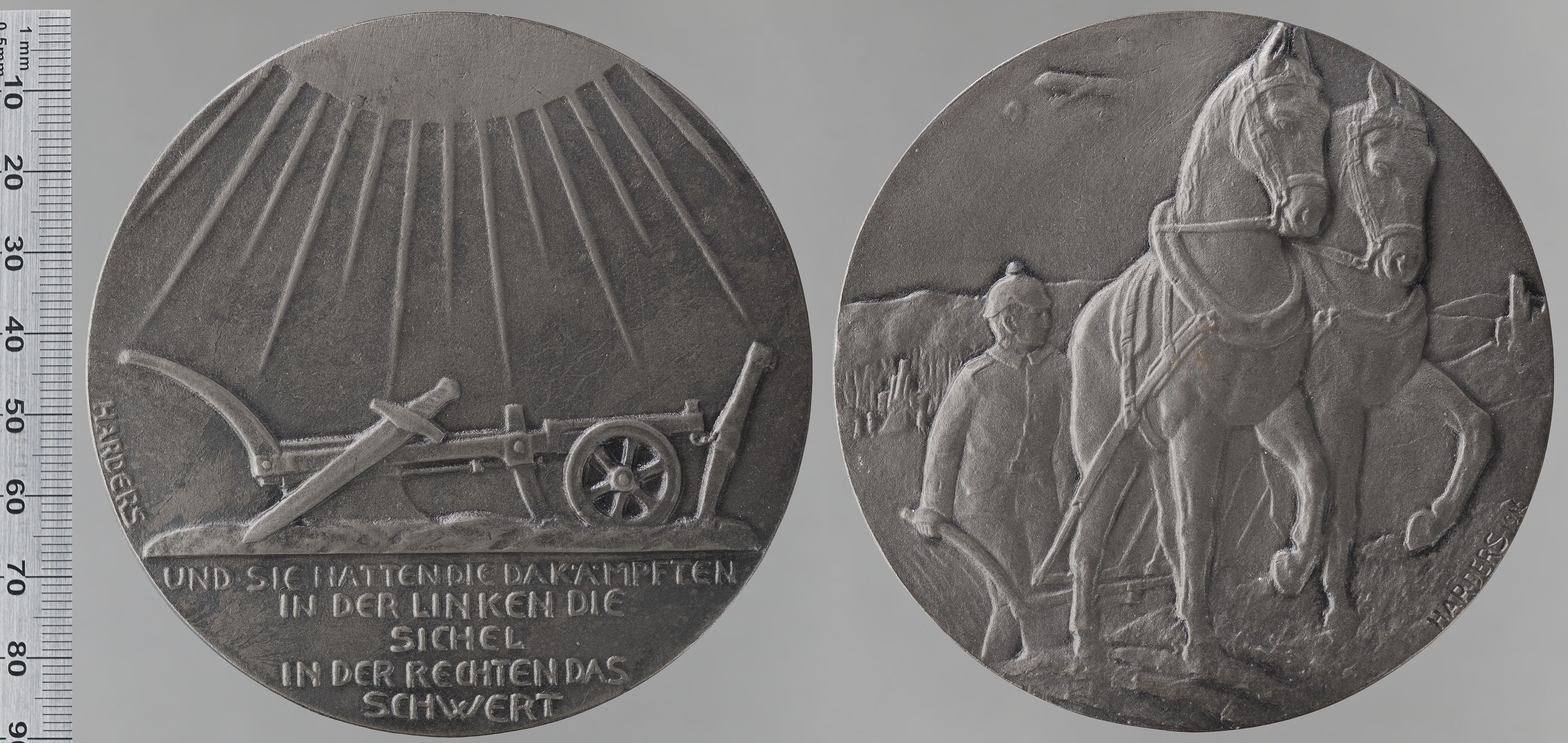
Medaille Pflügender Soldat, 1916

Hans Harders (* 31. Oktober 1875 in Mörel (Holstein); † 26. Juli 1943 in Berlin) war ein deutscher Bildhauer und Medailleur. Seine Werke werden noch heute von Sammlern nachgefragt und in nationalen und internationalen Auktionshäusern angeboten.

## Leben
Hans Harders wurde als einziger Sohn des gleichnamigen Bauern Hans Harders im holsteinischen Mörel geboren. Er wuchs mit zwei Schwestern auf, entwickelte schon als Kind eine künstlerische Neigung und modellierte aus Möreler Lehm und Ton Tierfiguren. Da er die vorgesehene Hofnachfolge ausschlug, verkauften seine Eltern den Hof und ermöglichten ihm ein Studium an den Kunstakademien in Berlin und Dresden.
Harders’ Lebens- und Wirkungsort als Künstler wurde Berlin, dabei blieb er Mörel und Umgebung verbunden. Nach seinem Entwurf fertigte der Museumsdirektor des Heimatmuseums Hohenwestedt Hans Wilhelm Sierck ein zwei Meter großes Fabelwesen aus Stahlbeton, welches er 1930 der Gemeinde schenkte und das im Barmer Teich steht. Harders’ Werk umfasst Statuetten und Porzellanskulpturen im Jugendstil und im Stil des Art déco sowie Ton- und Gussarbeiten. Seine Medaillenentwürfe befassen sich hauptsächlich mit Motiven aus der Zeit des Ersten Weltkrieges. Die Formgestaltung seiner Bronzen wurde unter anderem von der Berliner Bildgießerei Rosenthal & Maeder umgesetzt, später (nach deren Übernahme 1929) von Preiss & Kassler. In den 1920er Jahren schuf Harders eine Reihe von Modellen für die Porzellanhersteller Fraureuth und Lorenz Hutschenreuther.
Harders war verheiratet mit Auguste Groß. Die Eheleute hatten einen Sohn, der ebenfalls Hans hieß. Beerdigt wurde Harders auf dem Alten Friedhof in Hohenwestedt.

## Werke (Auswahl)
- Metropolis
- Justitia, spätes 19. Jahrhundert
- Pflügender Soldat, Medaille 1916
- Verwundete, 1916
- Panther auf Felsen, 1917
- Schalmei spielender Knabe, um 1930
- Ägypterin mit Panther, um 1930 Gebrüder Heubach
- Exotische Vögel auf Zweig, 1930
- Zwei Pinguine auf Felsen
- Tischleuchte Fackelträgerin
- Lampenfuß Dornröschen
- Revuetänzerin
- Wandrelief mit Hirschen und Rehen, Kunstgießerei Lauchhammer
- Buchstütze Goethe, um 1935
- Stahlarbeiter, mit Widmung „Unserem Betriebsführer Weihnachten 1936“
- Geisha in Kimono mit Fächer, Tischlampe
- Soldatenbüste